# Третий мост тайско-лаосской дружбы
Третий мост тайско-лаосской дружбы (тайск. สะพานมิตรภาพ ไทย-ลาว แห่งที่ 3) пересекает Меконг и соединяет провинцию Накхон Пханом в Таиланде и город Тхакхэк в провинции Кхаммуан в Лаосе. Фундамент моста был заложен 6 марта 2009 года, а для движения мост открыт 11 ноября 2011 года. Мост имеет длину 1423 метра и ширину 13 метров.